# كيفن ماجي (كرة سلة)
كيفن ماجي (بالإنجليزية: Kevin Magee)‏ مواليد 24 يناير 1959، كان لاعب كرة سلة أمريكي. بدأ مسيرته الاحترافية في سنة 1982. تم اختياره من قبل فريق فينيكس صنز خلال الدرافت. حمل الرقم 13. اعتزل اللعب في 1994.

## المسيرة الاحترافية
لعب مع بالاكانسترو فاريزي في الدوري الإيطالي في موسم 1982–1983، ثم لعب مع نادي سرقسطة لكرة السلة في الدوري الإسباني في موسم 1983–1984، ثم لعب مع مكابي تل أبيب لكرة السلة من سنة 1984 إلى 1990، ثم لعب مع باسكت سرقسطة 2002 في الدوري الإسباني في موسم 1990–1991.

## روابط خارجية
- كيفن ماجي على موقع سبورتس رفرنس (الإنجليزية)
- كيفن ماجي على موقع الدوري الإسباني لكرة السلة (الإسبانية)
- كيفن ماجي على موقع كلية كرة السلة في سبورتس رفرنس.كوم (الإنجليزية)
- كيفن ماجي على موقع ريلجم (الإنجليزية)
- كيفن ماجي على موقع بروبوليرز (الإنجليزية)
- كيفن ماجي على موقع سبورتس رفرنس (الإنجليزية)